# CYP26B1
CYP26B1 (англ. Cytochrome P450 family 26 subfamily B member 1) – білок, який кодується однойменним геном, розташованим у людей на короткому плечі 2-ї хромосоми.  Довжина поліпептидного ланцюга білка становить 512 амінокислот, а молекулярна маса — 57 513.
| 10         |  | 20         |  | 30         |  | 40         |  | 50         |
| ---------- |  | ---------- |  | ---------- |  | ---------- |  | ---------- |
| MLFEGLDLVS |  | ALATLAACLV |  | SVTLLLAVSQ |  | QLWQLRWAAT |  | RDKSCKLPIP |
| KGSMGFPLIG |  | ETGHWLLQGS |  | GFQSSRREKY |  | GNVFKTHLLG |  | RPLIRVTGAE |
| NVRKILMGEH |  | HLVSTEWPRS |  | TRMLLGPNTV |  | SNSIGDIHRN |  | KRKVFSKIFS |
| HEALESYLPK |  | IQLVIQDTLR |  | AWSSHPEAIN |  | VYQEAQKLTF |  | RMAIRVLLGF |
| SIPEEDLGHL |  | FEVYQQFVDN |  | VFSLPVDLPF |  | SGYRRGIQAR |  | QILQKGLEKA |
| IREKLQCTQG |  | KDYLDALDLL |  | IESSKEHGKE |  | MTMQELKDGT |  | LELIFAAYAT |
| TASASTSLIM |  | QLLKHPTVLE |  | KLRDELRAHG |  | ILHSGGCPCE |  | GTLRLDTLSG |
| LRYLDCVIKE |  | VMRLFTPISG |  | GYRTVLQTFE |  | LDGFQIPKGW |  | SVMYSIRDTH |
| DTAPVFKDVN |  | VFDPDRFSQA |  | RSEDKDGRFH |  | YLPFGGGVRT |  | CLGKHLAKLF |
| LKVLAVELAS |  | TSRFELATRT |  | FPRITLVPVL |  | HPVDGLSVKF |  | FGLDSNQNEI |
| LPETEAMLSA |  | TV         |  |            |  |            |  |            |

A: Аланін

C: Цистеїн

D: Аспарагінова кислота

E: Глутамінова кислота

F: Фенілаланін

G: Гліцин

H: Гістидин

I: Ізолейцин

K: Лізин

L: Лейцин

M: Метіонін

N: Аспарагін

P: Пролін

Q: Глутамін

R: Аргінін

S: Серин

T: Треонін

V: Валін

W: Триптофан

Кодований геном білок за функцією належить до оксидоредуктаз. 
Задіяний у таких біологічних процесах як поліморфізм, альтернативний сплайсинг. 
Білок має сайт для зв'язування з іонами металів, іоном заліза, гемом. 
Локалізований у мембрані, ендоплазматичному ретикулумі, мікросомах.